# Броненосці типу «Адмірал»
Броненосці британського Королівського флоту типу «Адмірал» 1880-х років наслідували модель броненосців типу  «Девастейшн» за розміщенням основного озброєння на центральних установках в носовій і кормовій частині надбудови. Цій моделі слідували більшість наступних британських проектів аж до «Дредноута» 1906 року.  Назва типу з'явилася через те, що всі відповідні кораблі були названі на честь британських адміралів, таких як адмірал Джордж Ансон.

## Конструкція
Це перші повноцінні і барбетні броненосці Королівського флоту. Було побудовано шість кораблів типу. Водночас наявні суттєві відмінності між першим кораблем - «Коллінвудом» (закладеним на 2 роки раніше за решту),  «Бенбоу» (озброєним 413-мм гарматами, аналогічними головному калібру броненосців типу «Вікторія») та іншими кораблями типу.  Ці кораблі були озброєні гарматами калібру 343 мм., затримка з виробництвом яких відстрочила добудову кораблів.

## Представники
| Корабель                     | Будівник                                          | Закладений            | Спущений на воду       | Вступив у стрій     | Доля корабля           |
| ---------------------------- | ------------------------------------------------- | --------------------- | ---------------------- | ------------------- | ---------------------- |
| «Коллінгвуд» HMS Collingwood | Pembroke Dockyard, Pembroke Dock                  | 12 липня 1880 року    | 22 листопада 1882 року | 1 липня 1887 року   | Розібраний у 1909 році |
| «Енсон» HMS Anson            | Pembroke Dockyard, Pembroke Dock                  | 24 квітня 1883 року   | 17 лютого 1886 року    | 28 травня 1889 року | Розібраний у 1909 році |
| «Кампердаун» HMS Camperdown  | HM Dockyard, Portsmouth                           | 18 грудня 1882 року   | 24 листопада 1885 року | 18 липня 1889 року  | Розібраний у 1911 році |
| «Хау» HMS Howe               | Pembroke Dockyard, Pembroke Dock                  | 2 червня 1882 року    | 28 квітня 1885 року    | 18 липня 1889 року  | Розібраний у 192 році  |
| «Родні» HMS Rodney           | Chatham Dockyard                                  | 6 лютого 1882 року    | 8 жовтня 1884 року     | 20 червня 1888 року | Розібраний у 1909 році |
| «Бенбоу» HMS Benbow          | Thames Ironworks and Shipbuilding Company, Лондон | 1 листопада 1882 року | 15 червня 1885 року    | 14 червня 1888 року | Розібраний у 1909 році |